# Sait Bingöl
Sait Bingöl (* 23. September 1999) ist ein türkischer Eishockeyspieler, der seit 2024 beim Istanbul Büyükşehir SK in der türkischen Superliga unter Vertrag steht.

## Karriere
Sait Bingöl begann seine Karriere als Eishockeyspieler bei Erzurum Genclik in der zweiten türkischen Liga. 2015 wechselte er zum Erzurum Büyükşehir Belediyesi SK, für den er vier Jahre in der türkischen Superliga spielte. 2019 wechselte er zu Buz Beykoz nach Istanbul, wo er 2020 erstmals türkischer Meister wurde. Anschließend kehrte er für zwei Jahre nach Erzurum zurück. Nach dem 2022 erfolgten Wechsel zum Buz Adamlar GSK aus Istanbul errang er im Folgejahr seinen zweiten Meistertitel. Anschließend kehrte er für ein Jahr zu Buz Beykoz zurück, bevor er sich 2024 dem Istanbul Büyükşehir SK anschloss.

### International
Für die Türkei nahm Bingöl im Juniorenbereich in der Division III an den U18-Weltmeisterschaften 2015, 2016 und 2016, als er zum besten Spieler seiner Mannschaft gewählt wurde, sowie den U20-Weltmeisterschaften 2015, 2016, 2017 und 2019 in der Division III und 2018, als er erneut zum besten Spieler seiner Mannschaft gewählt wurde, in der Division II teil.
Mit der Herren-Nationalmannschaft spielte er bei den Weltmeisterschaften der Division II 2017, 2023 und 2024 sowie bei den Weltmeisterschaften der Division III 2018, 2019, 2022 und 2025. Zudem stand er beim Qualifikationsturnier für die Olympischen Winterspiele 2026 in Mailand für das Team vom Bosporus auf dem Eis.

## Erfolge und Auszeichnungen
- 2020 Türkischer Meister mit Buz Beykoz
- 2023 Türkischer Meister mit dem Buz Adamlar GSK

### International
- 2015 Aufstieg in die Division III, Gruppe A, bei der U18-Weltmeisterschaft der Division III, Gruppe B
- 2017 Aufstieg in die Division II, Gruppe B, bei der U20-Weltmeisterschaft der Division III
- 2022 Aufstieg in die Division II, Gruppe B, bei der Weltmeisterschaft der Division III, Gruppe A